# Uncothedon nepalensis
Uncothedon nepalensis is een vlinder uit de familie wespvlinders (Sesiidae), onderfamilie Sesiinae.
Uncothedon nepalensis is voor het eerst wetenschappelijk beschreven door Arita & Gorbunov in 1995. De soort komt voor in het Oriëntaals gebied.